# 카페 뤼미에르
《카페 뤼미에르》(Café Lumière, 咖啡時光)는 2003년 대만의 허우샤오셴(侯孝賢, Hou Hsiao-Hsien) 감독이 연출한 영화이다. 일본의 거장 오즈 야스지로의 탄생 100주년을 기념하는 작품으로도 유명하다. 원제인 咖啡時光(Kā fēi shí guāng)은 '마음을 안정시키고 재정비해서 앞으로의 일을 준비하기 위한 평온한 한 때'라는 의미를 가지고 있다. 국내에도 2005년 10월 20일 개봉되었다.

## 줄거리
프리랜서 작가인 이노우에 요코(히토토 요)는 대만에서 태어나 일본에서 활동한 음악가 장원예의 흔적을 따라 도쿄의 이곳저곳을 찾아다닌다. 자료를 수집하기 위해 자주 찾던 고서점의 주인 하지메(아사노 타다노부)와는 절친한 친구 사이로 지내고 있다. 하지메는 JR 전차들의 소리를 녹음하는 것이 취미이며 요코가 자료 조사차 대만을 방문하고 돌아온 이후, 함께 장원예의 흔적을 조사하게 된다. 요코에게는 대만인 남자친구가 있는데, 그의 아이를 임신하지만 결혼할 생각은 없다. 요코는 이런 사실을 부모님께 덤덤하게 털어놓고, 부모님은 그녀와 아이의 앞날을 염려하지만 어떻게 말해야 할지 몰라 걱정한다. 이러한 사실은 하지메도 알게 되고, 그는 약간 동요하지만 묵묵히 곁에서 그녀를 지켜본다.

## 출연

### 주연
- 히토토 요
- 아사노 타다노부
- 하기와라 마사토
- 요 키미코
- 코바야시 넨지

## 기타
- 미술: 아이다 토시하루